# الکس تچی منسا
الکس تچی منسا (انگلیسی: Alex Tachie-Mensah؛ زادهٔ ۱۵ فوریهٔ ۱۹۷۷) یک بازیکن فوتبال اهل غنا است.